# Стара Сіль
Стара́ Сіль (Stara Sól, нім. Salzbrock) — селище Самбірського району Львівської області. Біля селища є поклади солі. Звідси і його назва.

## Географія
Стара Сіль розташована у підгір'ї Середнього Бескиду (Українські Карпати), на північний захід від райцентру міста Старий Самбір.

-- Пасовища --
Дуднавка , Бжани , Верхова , Гречанка , Панська гора - ці території з давніх часів використовують для випасання худоби і належать виключно селянам і 
( будь-яке захоплення ЗАБОРОНЕНО ) .

## Історія
Стара Сіль заснована у 1255 р. Ченці тутешнього монастиря варили сіль спочатку для власного вжитку, а потім — на продаж. В 1421 р. отримало Магдебурзьке право, під назвою Зальцборк, а також привілей проводити на тиждень 2 ярмарки та 2 торги, на яких продавали свої вироби місцеві ремісники. В часи Середновіччя, на землях Руського воєводства були королівські шахти у Дрогобичі, Тураві Сольній, Старій Солі, Ясениці, Модричах, Стебнику, Сільці, Трускавці, Калушу i Солотвині, які працювали, ймовірно, ще з римських часів. На початку XVI століття дрібні промисли були переобладнані на підприємство мануфактурного типу. На 1565 рік в місті налічувалось 84 будинки. У 1631 році жителі Старої Солі і населення прилеглих сіл, на утиски старости «вчинили бунт», що тривав кілька місяців. Часті епідемії та економічна неефективність кріпацтва зумовили занепад міста у другій половині XVII століття. На 1711 рік було заселено лише 57 будинків, 34 садиби зруйновані, тільки 27 господарів та 12 загородників мали худобу. В Австрійський період містечко почало відроджуватись. У 1794 році цісар Франц ІІ надав Старій Солі права «вільного королівського міста», а також герб із зображенням п'яти дерев'яних бочок з сіллю (символ місцевого солеваріння) і родового герба колишніх власників містечка Даниловичів — «Сас» (срібна стріла, під якою золотий півмісяць, увінчаний двома шестикутними зірками) на блакитному тлі. У XIX столітті Стара Сіль вважалося торговим містечком (Marktgemeinde) Старосамбірського (Староміського) повіту Королівства Галичини та Володимирії.
До середини XIX ст. — один з найважливіших у Галичині центрів солеваріння. За обсягом продукції село займало третє місце в Галичині після Дрогобича та Калуша. Вичерпання запасів солі привело до припинення у 1853 році солеваріння і до остаточного занепаду міста.
До архітектурних пам'яток належать православна дерев'яна церква Параскеви П'ятниці 1440 р., дерев'яна церква Воскресення Господнього 1460 р., мурований костел 1660, храм св. Іллі 1810 р., вілла Анна 1911 р. Церковні хоругви, що походять з церкви Параскеви П'ятниці і датуються дослідниками сакрального мистецтва XVI ст. є найдавнішими зі збережених в Україні. Тепер вони зберігаються у Львові в Національному музеї ім. А. Шептицького.
Колись на центральній площі містечка стояла Старосільська ратуша, від якої не залишилось і сліду. Раніше Зальцборк оточували фортечні мури з 8 вежами, які також не збереглись. Є припущення, що дзвіниця мурованого костелу, який сьогодні реставрують і стіни якого сягають 1,5 метра завтовшки, була однією з 8 оборонних веж.
У Старій Солі, в урочищі Папрочизна, 14 квітня 1914 року народився Володимир Паїк, відомий завдяки праці «Корінь безсмертної України і українського народу» (1990). В Україні видана в 1995 у видавництві «Червона Калина», Львів, 1995.

## Населення
Населення Старої Солі, станом на 2 лютого 2022 року, налічувало — 1074 осіб .

### Мова
Розподіл населення за рідною мовою за даними перепису 2001 року:
| Мова       | Кількість | Відсоток |
| ---------- | --------- | -------- |
| українська | 1199      | 98.20%   |
| польська   | 15        | 1.23%    |
| російська  | 7         | 0.57%    |
| Усього     | 1221      | 100%     |

Динаміка населення в Старій Солі

## Пам'ятки

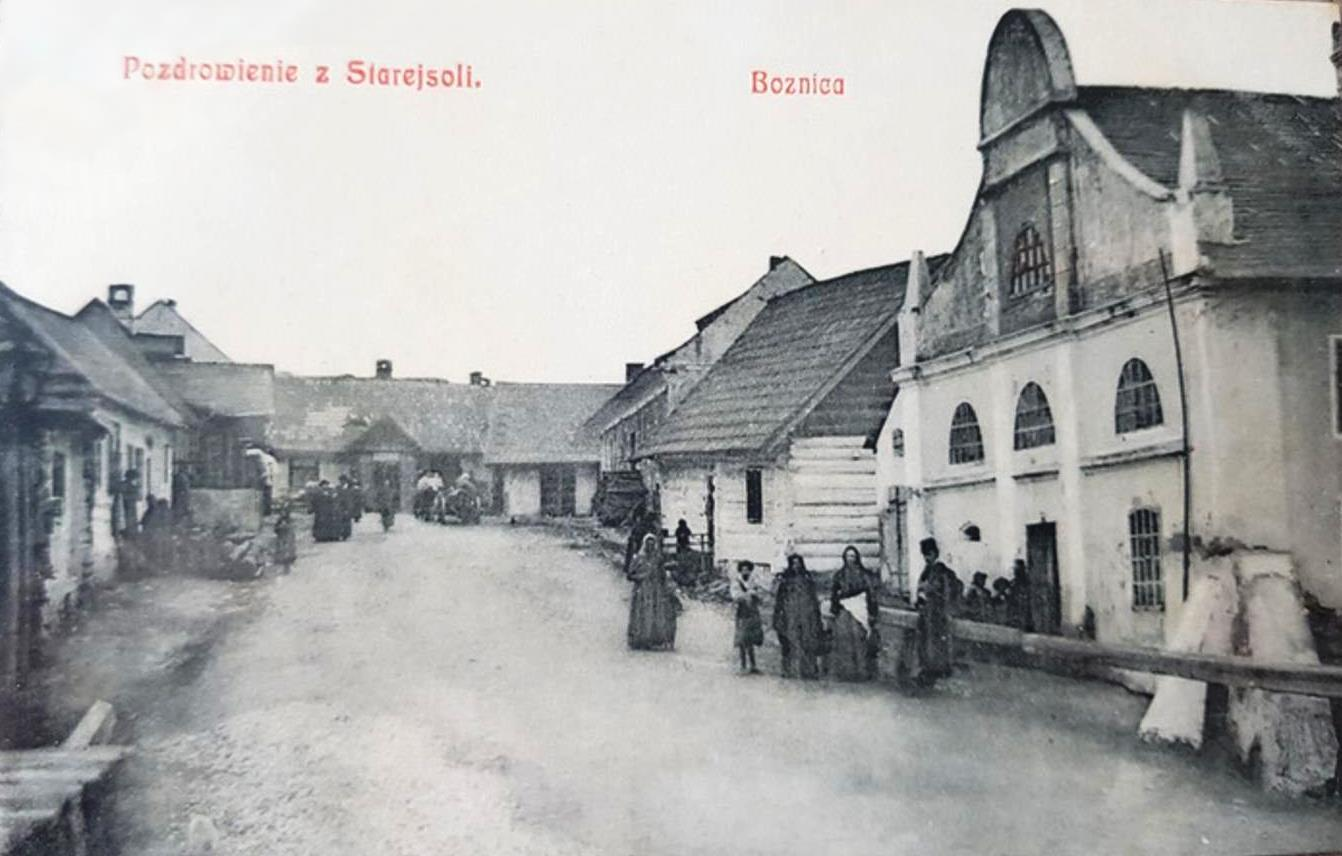
Синагога (Стара Сіль — будівля зруйнована)

Дерев'яна церква Параскеви П'ятниці (1440)

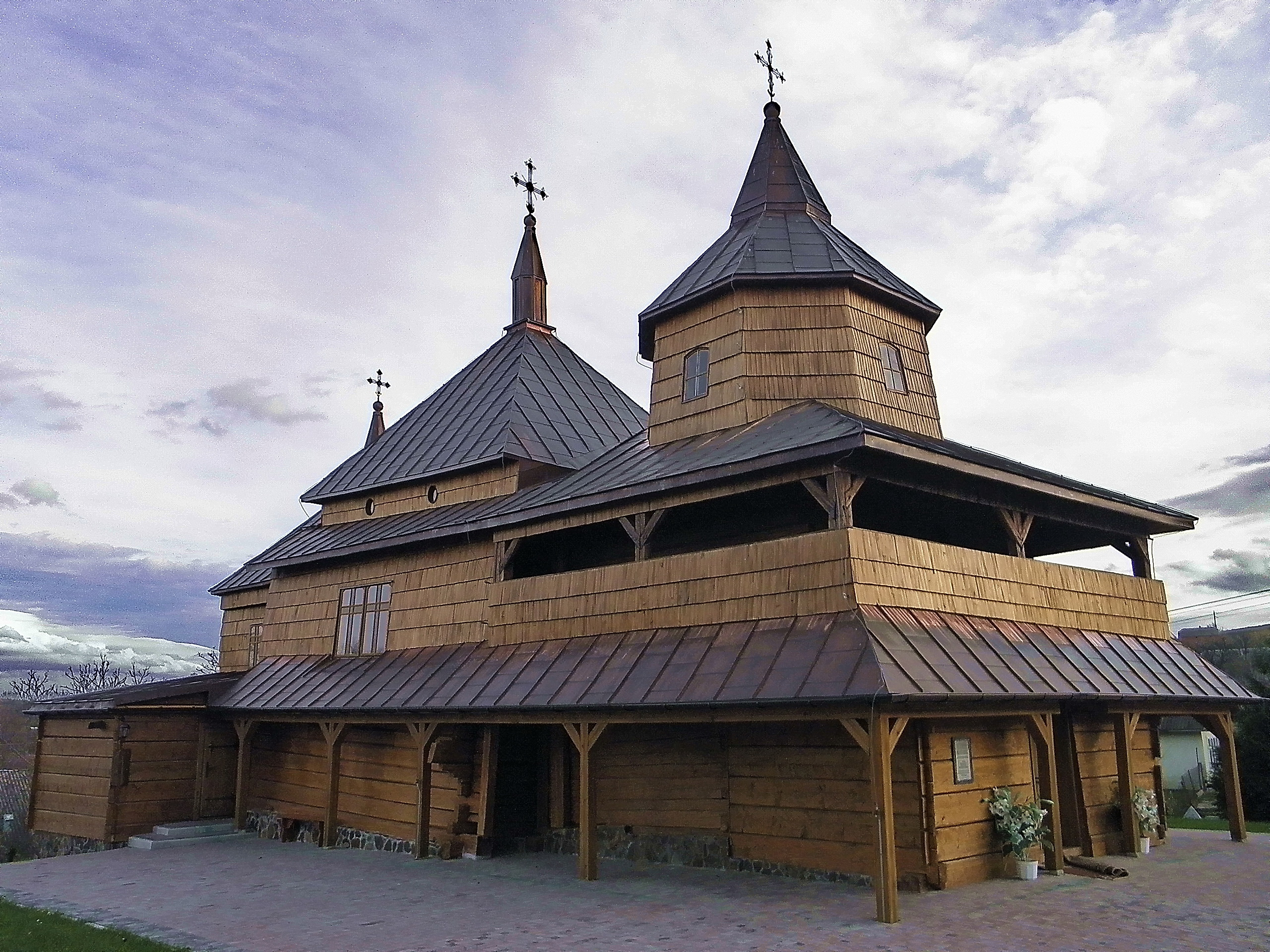
Церква Параскеви П'ятниці
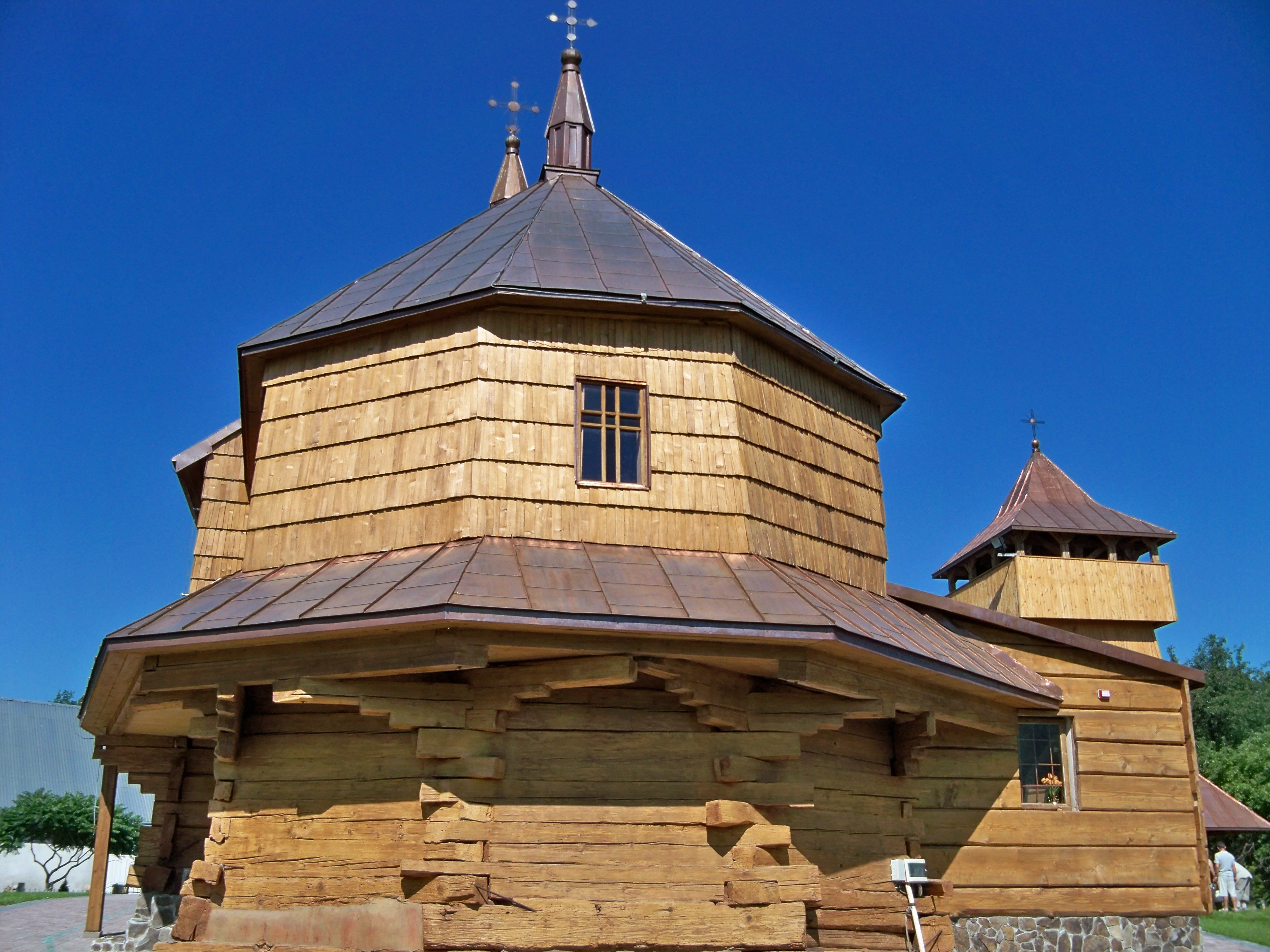
Апсида церкви cв. Параскеви
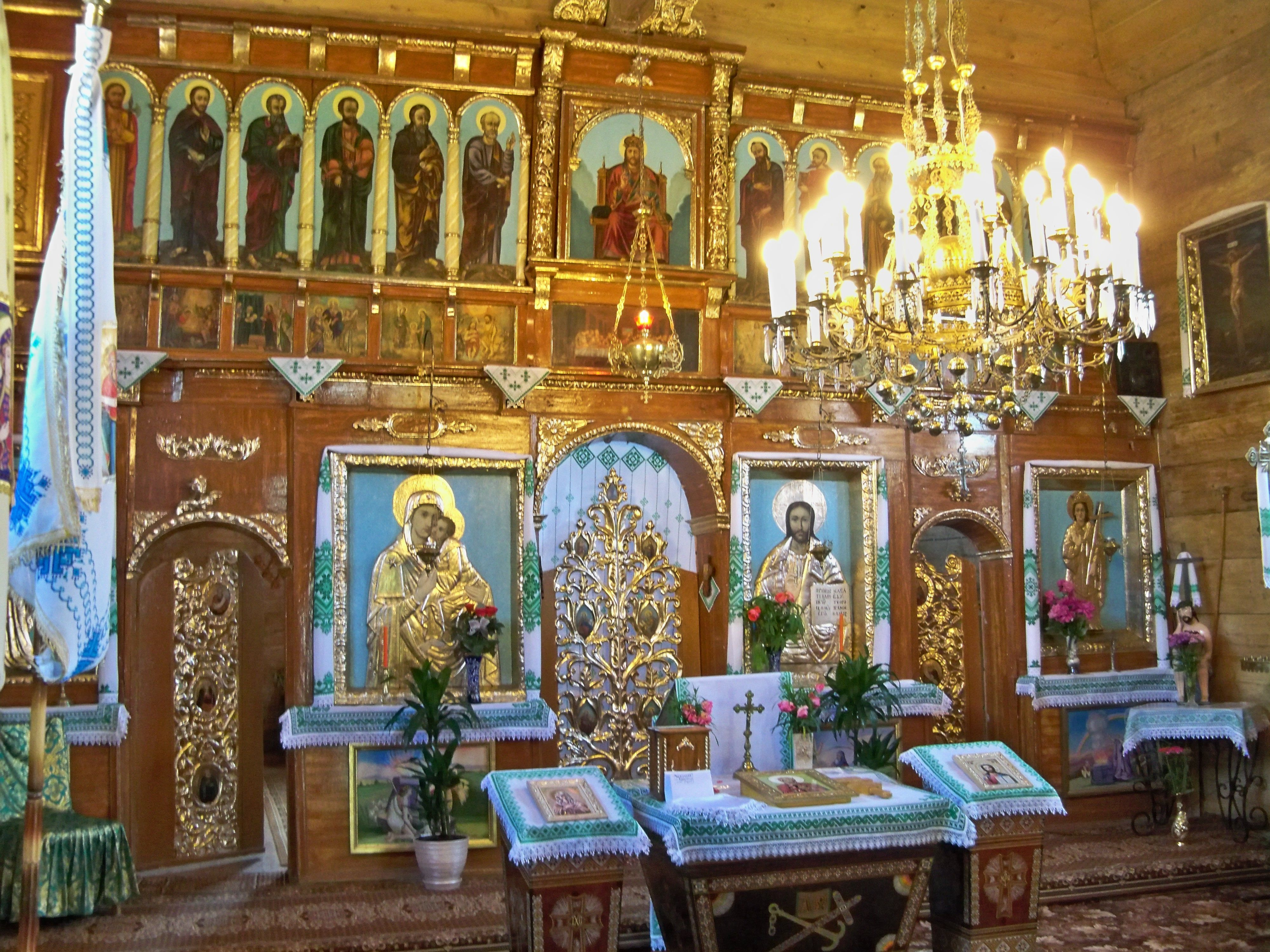
Іконостас церкви св. Параскеви

Церква Параскеви П'ятниці — найстаріша дерев'яна церква Старосамбірщини. Згідно з традицією, за часів князя Лева Даниловича тут (в місті Солі) оселилися монахи і заснували монастир. Посвячена монастирська церква, ймовірно, Св. Параскеві. Православний монастир Св. Параскеви в Старій Солі проіснував до першої половини XVI ст. Монастирську церкву окремим привілеєм 1543 року Зигмунд І Старий перетворив на парохіальну, надавши їй у користування ґрунти.
Дві передміські старосільські церкви згадані і в податковому реєстрі 1589 року. Час постання теперішньої історик Михайло Драган визначає XVII ст. Проте, в історичній та краєзнавчій літературі, побутує дата 1440 рік, що відноситься, можливо, до часу зведення попередньої церкви.
1600 року при церквах Св. Параскеви і Воскресення Господнього засноване братство. Також при церквах в Старій Солі існував осередок книгописання. У XVIII ст. над бабинцем влаштували емпору з аркадовою галереєю, а верх нави і вівтаря переробили. Тоді ж був встановлений бічний вівтар св. Миколи.
Найдавніший збережений опис церкви походить з інвентаря 1833 року. У 1830-х роках провели відновлення споруди — підвели мурований фундамент з криптою, добудували захристію та поновили ґонтове покриття. Про це описано в інвентарі 1848 року. Під час ремонтів 1915, 1950 та 1980 років замінили послідовно гонтове покриття стін надопасань та верхів на цинковану бляху.
В радянський період церква була діюча.
У 1990 році під час ремонту стіни оббили всередині дерево-волоконними плитами і картоном, а наву і вівтар перекрили посередині залому пласкими стелями. 2004 року розібрали північну ризницю, зрізали випусти і вивели новий фундамент під ризницю та вимурували її. 10 листопада 2010 року реставровану церкву освятив владика Юліян Вороновський.
Ідея відновлення храму належала вихідцю зі Старої Солі Андрію Басарабу, який забезпечив кошти, а нагляд за роботами здійснював парох о. Василь Пукій. Під час реставрації очистили та відполірували стіни храму зсередини та вкрили воском за давньою технологією. Усунули трухляві частини конструкцій храму і замінили на нові. Поруч з церквою розташована дерев'яна дзвіниця XVII ст.
Дерев'яна церква Воскресіння Господнього (1460)

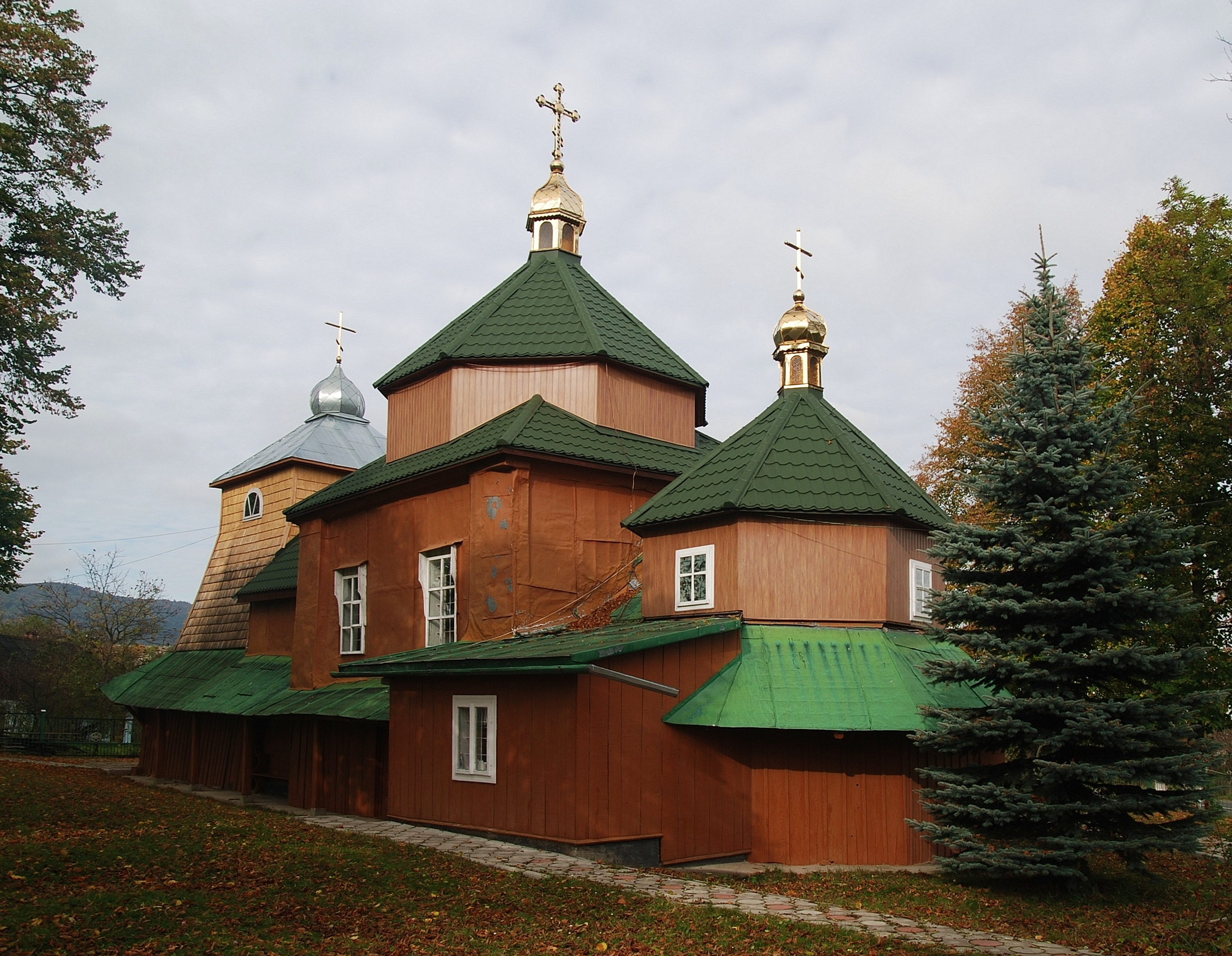
Церква Воскресіння у 2008 р.
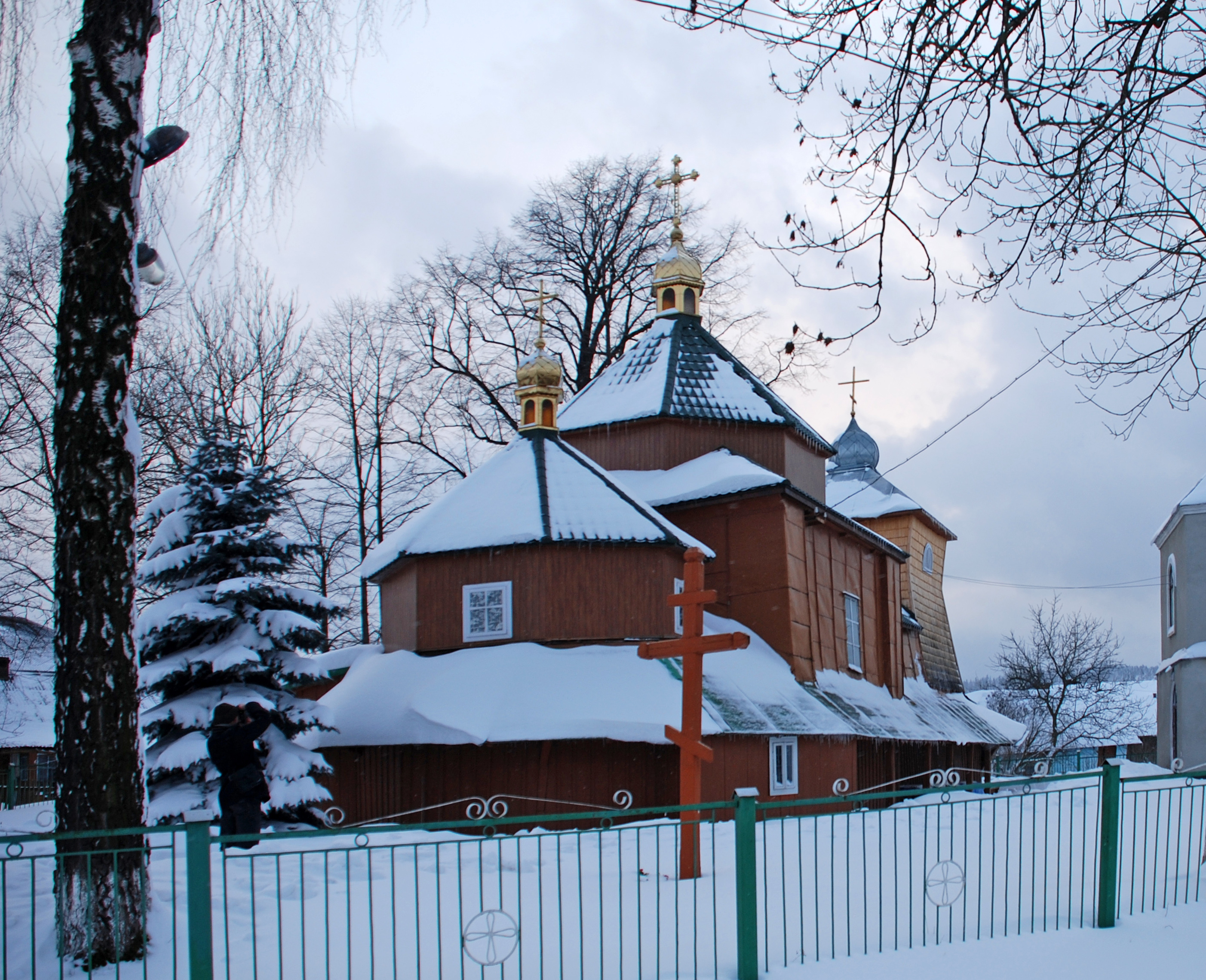
Церква Воскресіння у 2009 р.
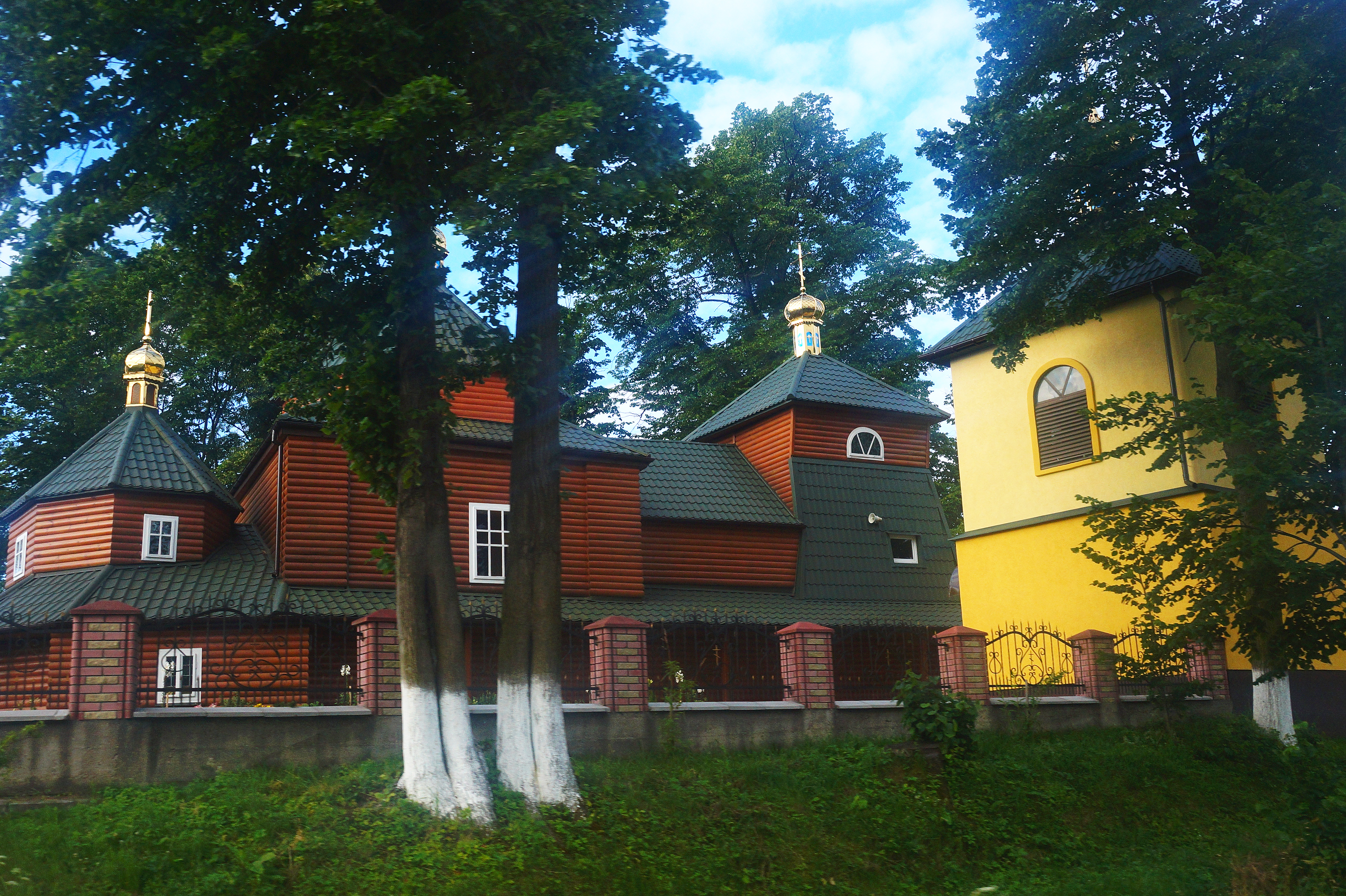
Церква Воскресіння після реконструкції у 2017

Деякі шематизми датують її 1460 роком. В кінці XVII ст. біля західної стіни бабинця добудована дзвіниця. Найдавніший опис церкви зберігся в інвентарі, укладеному 1832 року: «Ця церква з м'якого дерева збудована, з двома верхами. Довжини 8 сажнів, ширини 3,5 сажня. Дзвіниця на чотирьох стовпах приставлена до бабинця». Під час боїв першої світової війни у 1914 році церква була пошкоджена — гарматним набоєм знесло частину стіни нави. Під час ремонту 1915 року цю частину зашили дошками. У 1945 році радянська влада закрила церкву. Під час ремонтів 1955 та 1980 років поступово всі дахи та стіни надопасання і піддашшя вкрили бляхою. Після відкриття церкви для богослужінь громада здійснила кілька ремонтів, а на початку 2000- років звела поруч муровану дзвіницю. До вівтаря після 1990 року добудована від півдня ризниця і паламарня. Під час ремонту в 2006 році восьмерик нави ошальований вертикально пластиковою вагонкою, якою закриті вікна, що перетворило його на сліпий. Тоді ж стіни церкви ошальовані горизонтально каліброваними дошками у вигляді плениць, а піддашшя, дахи та намети вкриті металевою дахівкою. Всередині церкви стіни оббиті картоном і вкриті трафаретними розписами.
Костел Архістратига Михаїла (1660)
Нині існуючий Михайлівський костел датується 1660 роком, хоча є версії про його більш давнє походження. Мова йде про каплицю св. Анни, розміщену з північного боку від нави. Під час ремонту 1613 року Єжи Мнішек знайшов на північній стіні каплиці за вівтарем св. Анни напис латиною «Знайте, що нащадок Болеслава святиню цю зводить і в покорі просить, щоб ти мала її в опіці. Року Божого 1365». У зв'язку із цим виникла гіпотеза, що будівництво капиці якось пов'язане із королем Казимиром Великим. Костел до каплиці прибудували пізніше — 1469 року. 1648 року його спалили козаки Богдана Хмельницького. На його місці було зведено новий з 1660 року. І лише 1743 року він отримав назву святого архістратига Михаїла. Протягом свого існування костел неодноразово перебудовувався, про що свідчить зокрема нашарування окремих елементів, останнє особливо стосується перебудови та ремонту у 20-х роках XX-го ст. Річ у тім, що костел був значно пошкоджений під час Першої світової війни, і досі його стіни зберігають сліди артобстрілу.
Дзвіниця стоїть окремо з південного боку від храму. Свого часу слугувала також воротами на подвір'я. Це — змішана дерев'яно-мурована споруда, у першому, мурованому, ярусі влаштовано наскрізний арочний проїзд, верхній ярус — дерев'яний — обшальований дошками та ґонтом під високим шатровим верхом та декоративним підсябиттям. Незвичний для костелів вигляд дзвіниці породив версію, що вона — давня башта оборонного замку, що стояв колись на місці храму.
У радянські часи храм було перетворено на комору. Потім там сталася пожежа, яка зруйнувала дах. Надія на порятунок костелу з'явилася лише з візитом 2001 року папи Іоанна Павла ІІ. Нині тривають ремонтні роботи.

Михайлівський костел, Стара Сіль
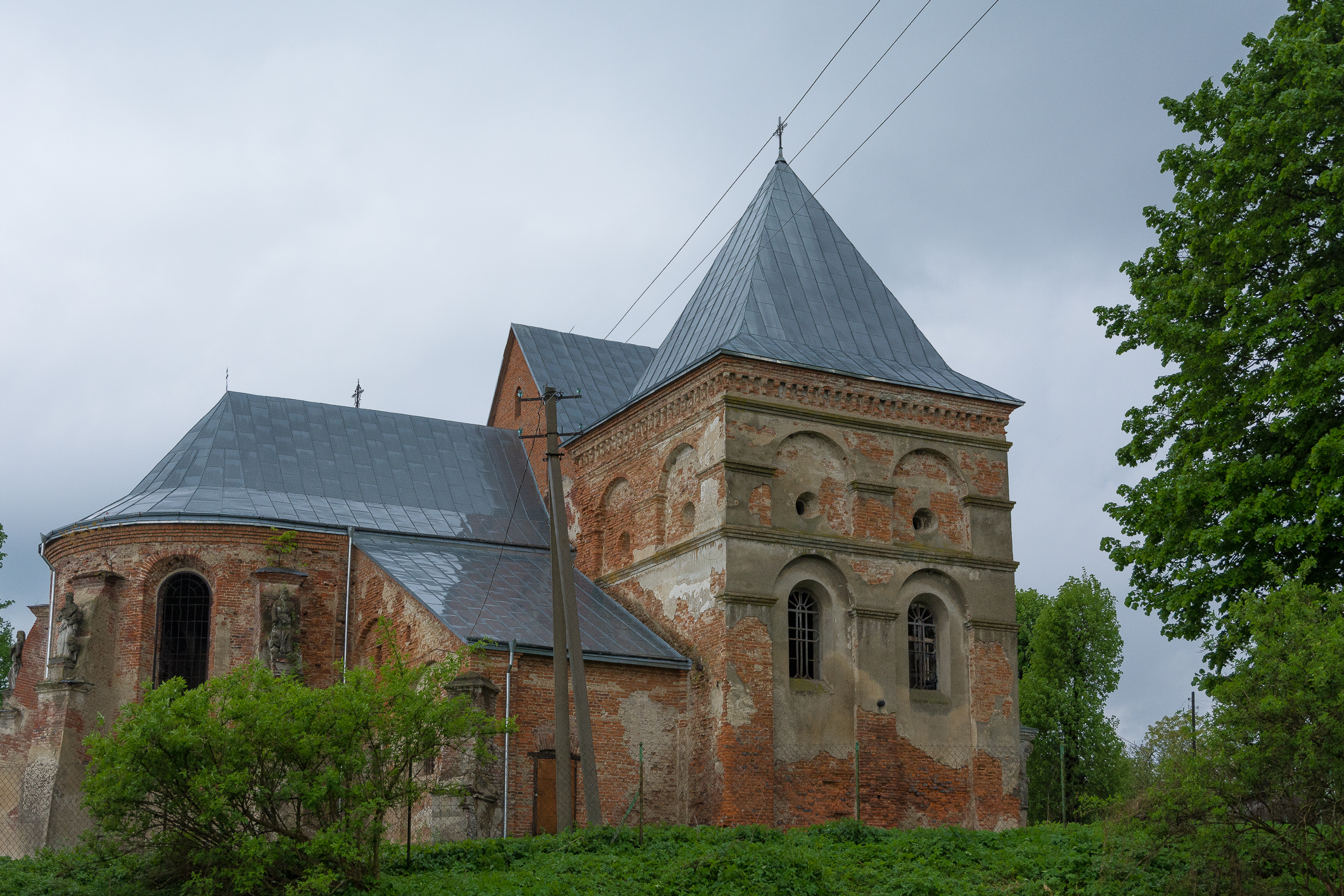
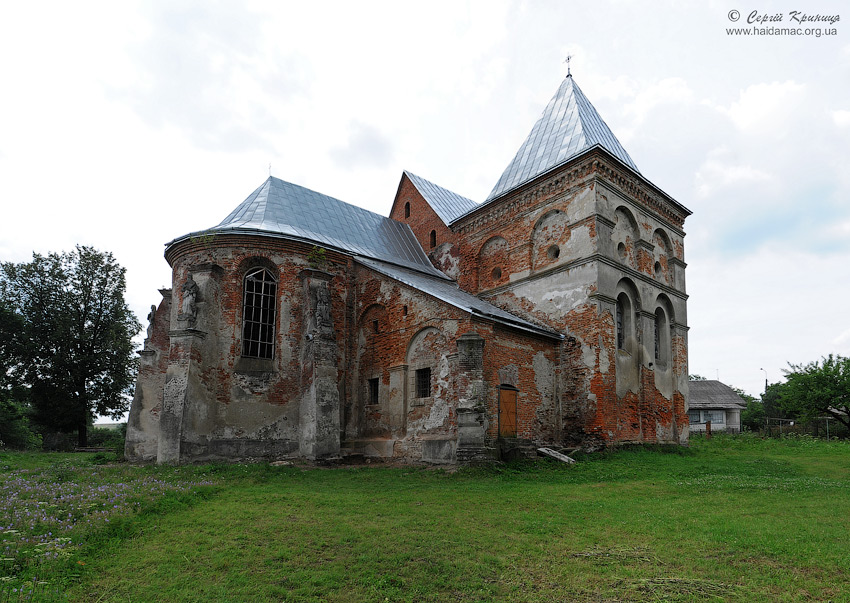
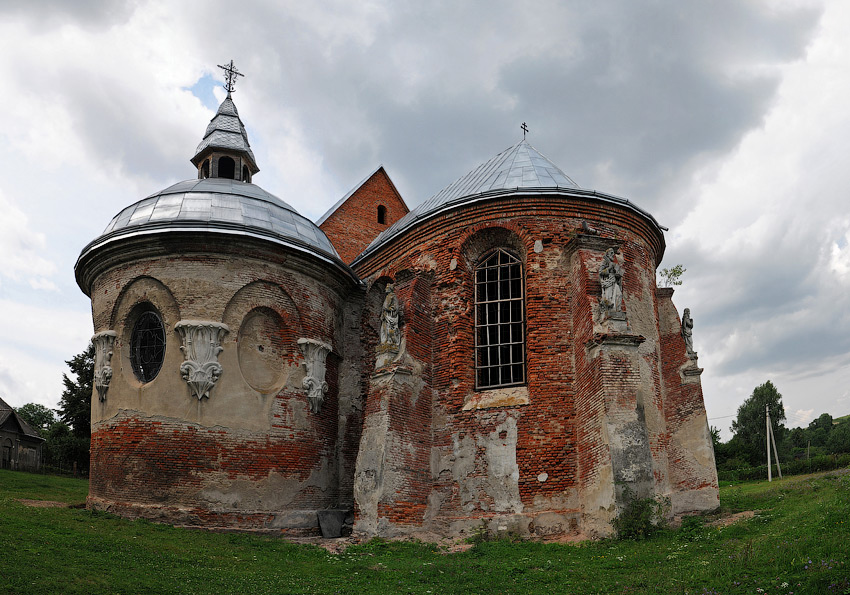
Скульптура апостола Луки

Вілла Анна (1911) — з радянських часів тут розташовано неврологічний диспансер.
Синагога (зруйнована)

## Підземні багатства Старої Солі
В околицях Старої Солі здавна добували сіль. Про це свідчать не лише історичні джерела, але й місцеві топоніми: Стара Сіль, Стара Ропа (сусіднє село), річка Солянка.
Крім солі, тут була знайдена нафта (у південній околиці селища ведеться видобуток, належить до Старосамбірського нафтового родовища).
2. Звіт з ОВД — Реєстр ОВД стара сіль
1.4.2 Нафтозбірні пункти «Стара Сіль — 11» і «Стара Сіль — 13» . … до СОУ 11.2- 000013741-001:2007 "Свердловини нафтогазової.
А ще в Старій Солі є принаймні чотири джерела з мінеральною водою. Наприклад, в урочищі Папрочизна і в урочищі Верхола (тут мінеральна вода типу трускавецької «Нафтусі»).

## Персоналії
- Володимир Паїк (англ. Volodymyr Païk, Volodymyr Paik; народився 14 квітня 1914 на хуторі Папрочизна, який належить до села Стара Сіль) — канадський історик українського походження.
- Роман Гурецкий (пол. польск. Roman Gorecki; Народився 27 серпня 1889, Стара Сіль, Старосамборского повіту, Львівського воєводства, Австро-Угорщини. Помер — 9 серпня 1946, Іскойд Парк графства Шропшир, Англія) — польський державний, громадський і військовий діяч, доктор юридичних наук, генерал бригади Війська Польського (1924), президент Банку Народного господарства, міністр промисловості і торгівлі Польської Республіки (1935—1936) в уряді М. Зиндрам-Косцялковского, комендант Федерації польських союзів захисників Батьківщини (1927—1946), президент Національної футбольної ліги, Польського Туристичного Клубу, морської і річкової ліги (1929—1930), масон.
- Полянський Іван (1895—1976) — старшина УГА, громадський діяч.